# ジェームズ・ブレーク (テニス選手)
ジェームズ・ライリー・ブレーク（James Riley Blake, 1979年12月28日 - ）は、アメリカ・ニューヨーク州ヨンカーズ出身の元男子プロテニス選手。ATPツアーでシングルス10勝、ダブルス7勝を挙げた。シングルス自己最高ランキングは4位（2006年11月20日付）。身長185cm、体重83kg、右利き。
デビスカップ2007でのデビスカップアメリカ合衆国代表の優勝に貢献。2003年・2004年ホップマンカップ優勝。2006年テニスマスターズカップ準優勝。

## 選手経歴
ブレークは5歳からテニスを始めた。13歳の時、重症の「脊柱側弯症」（scoliosis）と診断され、テニスを断念した時期がある。1998年に名門ハーバード大学へ入学したが、2年で中退、1999年からプロテニス選手になった。一時期は男性モデルの仕事をしたこともある。ブレークの名が世に知れわたったのは、2001年全米オープン2回戦。対戦相手のレイトン・ヒューイットがフット・フォールトを黒人の線審に指摘され、その線審とブレークを交互に指差して、主審に暴言を吐き、この発言をテレビカメラのマイクが拾ったことから、会場は騒然となった。試合では4-6, 6-3, 6-2, 3-6, 0-6でブレークが敗れたのだが、ヒューイットのマナーの悪さが話題となり、その時の対戦相手として知られるようになった。加えて、2002年全米オープン3回戦でも二人が対戦することとなり、ブレークは7-6, 3-6, 4-6, 6-3, 3-6のフルセットで敗れたものの、前年のヒューイットの暴言事件の話題が再燃し、ブレークの名はヒューイットの暴言の相手だったことで広く認知されるに至った。
その後は、苦難が続き、2004年5月に練習中に首を痛め、2ヶ月間の戦線離脱を余儀なくされる。その間に父親を病気で亡くす不幸もあった。また、ある朝に顔の左半分が麻痺してしまい、視覚と聴覚にも不調をきたしたとされる。
そうした苦難を乗り越えて復活、2005年全米オープンでは、自身初の準々決勝進出を果たした。対戦相手は当時、全米オープン20年連続出場の大ベテランアンドレ・アガシ。ブレークは2セット先行しながらも、続く3セットを落とし、6-3, 6-3, 3-6, 3-6, 6-7のフルセットでアガシに逆転負けした。
2006年のシーズンに入り、ブレークは1月のシドニー国際と2月末のテニス・チャンネル・オープンで優勝した。加えて、3月上旬には、4大大会に次ぐ規模の大会のATPマスターズシリーズのインディアンウェルズ・マスターズで初の決勝戦に進出した。当時世界1位のロジャー・フェデラーに5-7, 3-6, 0-6のスコアで完敗し準優勝に終わったが、大会後の世界ランキングで9位となり自身初のトップ10入りを果たす。この年は男子ツアーで自己最高記録となる年間5勝を挙げ、世界ランキング上位8名しか出場資格を得られない年間最終戦テニス・マスターズ・カップにも初出場を果たした。この大舞台でブレークは決勝に進んだが、決勝ではフェデラーに0-6, 3-6, 4-6のストレートで敗れ準優勝に終わった。
2008年には、デルレイビーチ国際テニス選手権の決勝で日本の錦織圭に6-3, 1-6, 4-6の逆転で敗れ、結果、錦織圭の初優勝の対戦相手となった。
また、同年8月の北京五輪でブレークは米国代表として出場。準々決勝では、第1シードのフェデラーを6-4, 7-6(2)で破り、ベスト4に勝ち進み、メダル獲得の期待が大いに高まったが、準決勝でフェルナンド・ゴンサレスに6-4, 5-7, 9-11で敗れ、3位決定戦でもノバク・ジョコビッチに3-6, 6-7で敗れ、惜しくもメダル獲得はならなかった。
2009年ウィンブルドン選手権男子ダブルスで、ブレークは同じアメリカのマーディ・フィッシュとペアを組んでベスト4に進出した。2人は1回戦で全仏オープン優勝のルーカス・ドロウヒー/リーンダー・パエス組を破って波に乗り、以後もシードペアを連破して勝ち進んだ。準決勝では第2シードのダニエル・ネスター/ネナド・ジモニッチ組に7-5, 6-3, 2-6, 6-7, 8-10の逆転で敗れ、決勝進出を逃した。
ブレークは男子テニス国別対抗戦・デビスカップアメリカ合衆国代表選手としても、2001年から出場を続けている。黒人テニス選手のアメリカ代表入りは、アーサー・アッシュ、マラビーヤ・ワシントンに続いて史上3人目となる。2007年11月30日-12月2日の決勝戦で、アメリカはロシアを破って12年ぶりのデ杯優勝を果たし、ブレークもシングルス第2試合・第5試合の勝利でアメリカの優勝に貢献した。
ブレークは2013年全米オープンを最後に33歳で現役を引退した。

## ATPツアー決勝進出結果

### シングルス: 24回 (10勝14敗)
| 大会グレード                            |
| グランドスラム (0-0)                    |
| ATPワールドツアー・ファイナル (0-1)     |
| ATPワールドツアー・マスターズ1000 (0-2) |
| ATPワールドツアー・500シリーズ (1-1)    |
| ATPワールドツアー・250シリーズ (9-10)   |

| サーフェス別タイトル |
| ハード (10-9)        |
| クレー (0-2)         |
| 芝 (0-3)             |
| カーペット (0-0)     |

| 結果   | No. | 決勝日         | 大会                 | サーフェス    | 対戦相手                 | スコア             |
| ------ | --- | -------------- | -------------------- | ------------- | ------------------------ | ------------------ |
| 準優勝 | 1.  | 2002年2月25日  | メンフィス           | ハード (室内) | アンディ・ロディック     | 4-6, 6-3, 5-7      |
| 準優勝 | 2.  | 2002年7月15日  | ニューポート         | 芝            | テーラー・デント         | 1-6, 6-4, 4-6      |
| 優勝   | 1.  | 2002年8月12日  | ワシントンD.C.       | ハード        | パラドーン・スリチャパン | 1-6, 7-6(7-5), 6-4 |
| 準優勝 | 3.  | 2003年8月25日  | ロングアイランド     | ハード        | パラドーン・スリチャパン | 2-6, 4-6           |
| 準優勝 | 4.  | 2005年8月8日   | ワシントンD.C.       | ハード        | アンディ・ロディック     | 5-7, 3-6           |
| 優勝   | 2.  | 2005年8月22日  | ニューヘイブン       | ハード        | フェリシアーノ・ロペス   | 3-6, 7-5, 6-1      |
| 優勝   | 3.  | 2005年10月10日 | ストックホルム       | ハード (室内) | パラドーン・スリチャパン | 6-1, 7-6(8-6)      |
| 優勝   | 4.  | 2006年1月9日   | シドニー             | ハード        | イーゴリ・アンドレエフ   | 6-2, 3-6, 7-6(7-3) |
| 優勝   | 5.  | 2006年2月27日  | ラスベガス           | ハード        | レイトン・ヒューイット   | 7-5, 2-6, 6-3      |
| 準優勝 | 5.  | 2006年3月20日  | インディアンウェルズ | ハード        | ロジャー・フェデラー     | 5-7, 3-6, 0-6      |
| 準優勝 | 6.  | 2006年6月19日  | ロンドン             | 芝            | レイトン・ヒューイット   | 4-6, 4-6           |
| 優勝   | 6.  | 2006年7月17日  | インディアナポリス   | ハード        | アンディ・ロディック     | 4-6, 6-4, 7-6(7-5) |
| 優勝   | 7.  | 2006年9月25日  | バンコク             | ハード (室内) | イワン・リュビチッチ     | 6-3, 6-1           |
| 優勝   | 8.  | 2006年10月15日 | ストックホルム       | ハード (室内) | ヤルコ・ニエミネン       | 6-4, 6-2           |
| 準優勝 | 7.  | 2006年11月20日 | 上海                 | ハード (室内) | ロジャー・フェデラー     | 0-6, 3-6, 4-6      |
| 優勝   | 9.  | 2007年1月13日  | シドニー             | ハード        | カルロス・モヤ           | 6-3, 5-7, 6-1      |
| 準優勝 | 8.  | 2007年2月4日   | デルレイビーチ       | ハード        | グザビエ・マリス         | 7-5, 4-6, 4-6      |
| 準優勝 | 9.  | 2007年7月22日  | ロサンゼルス         | ハード        | ラデク・ステパネク       | 6-7(7-9), 7-5, 2-6 |
| 準優勝 | 10. | 2007年8月19日  | シンシナティ         | ハード        | ロジャー・フェデラー     | 1-6, 4-6           |
| 優勝   | 10. | 2007年8月25日  | ニューヘイブン       | ハード        | マーディ・フィッシュ     | 7-5, 6-4           |
| 準優勝 | 11. | 2008年2月17日  | デルレイビーチ       | ハード        | 錦織圭                   | 6-3, 1-6, 4-6      |
| 準優勝 | 12. | 2008年4月20日  | ヒューストン         | クレー        | マルセル・グラノリェルス | 4-6, 6-1, 5-7      |
| 準優勝 | 13. | 2009年5月10日  | エストリル           | クレー        | アルベルト・モンタニェス | 7-5, 6-7(6-8), 0-6 |
| 準優勝 | 14. | 2009年6月14日  | ロンドン             | 芝            | アンディ・マリー         | 5-7, 4-6           |

### ダブルス: 10回 (7勝3敗)
| 結果   | No. | 決勝日         | 大会           | サーフェス    | パートナー           | 対戦相手                                      | スコア                  |
| ------ | --- | -------------- | -------------- | ------------- | -------------------- | --------------------------------------------- | ----------------------- |
| 優勝   | 1.  | 2002年8月5日   | シンシナティ   | ハード        | トッド・マーティン   | マヘシュ・ブパシ マックス・ミルヌイ           | 7-5, 6-3                |
| 優勝   | 2.  | 2003年3月10日  | スコッツデール | ハード        | マーク・マークレイン | マーク・フィリプーシス レイトン・ヒューイット | 6-4, 6-7(2-7), 7-6(7-5) |
| 優勝   | 3.  | 2004年2月16日  | サンノゼ       | ハード (室内) | マーディ・フィッシュ | リック・リーチ ブライアン・マクフィー         | 6-2, 7-5                |
| 優勝   | 4.  | 2004年4月19日  | ヒューストン   | クレー        | マーディ・フィッシュ | リック・リーチ ブライアン・マクフィー         | 6-3, 6-4                |
| 優勝   | 5.  | 2004年4月26日  | ミュンヘン     | クレー        | マーク・マークレイン | ユリアン・ノール ネナド・ジモニッチ           | 6-2, 6-4                |
| 準優勝 | 1.  | 2006年2月27日  | メンフィス     | ハード (室内) | マーディ・フィッシュ | クリス・ハガード イボ・カロビッチ             | 6-0, 5-7, [5-10]        |
| 準優勝 | 2.  | 2007年10月28日 | バーゼル       | ハード (室内) | マーク・ノールズ     | ボブ・ブライアン マイク・ブライアン           | 1-6, 1-6                |
| 優勝   | 6.  | 2012年4月15日  | ヒューストン   | クレー        | サム・クエリー       | ドミニク・イングロット トレト・ユーイ         | 7-6(16-14), 6-4         |
| 準優勝 | 3.  | 2013年2月24日  | メンフィス     | ハード (室内) | ジャック・ソック     | ボブ・ブライアン マイク・ブライアン           | 1-6, 2-6                |
| 優勝   | 7.  | 2013年3月3日   | デルレイビーチ | ハード        | ジャック・ソック     | マックス・ミルヌイ ホリア・テカウ             | 6-4, 6-4                |

## 4大大会シングルス成績
略語の説明
| W | F | SF | QF | #R | RR | Q# | LQ | A | Z# | PO | G | S | B | NMS | P | NH |

W=優勝, F=準優勝, SF=ベスト4, QF=ベスト8, #R=#回戦敗退, RR=ラウンドロビン敗退, Q#=予選#回戦敗退, LQ=予選敗退, A=大会不参加, Z#=デビスカップ/BJKカップ地域ゾーン, PO=デビスカップ/BJKカッププレーオフ, G=オリンピック金メダル, S=オリンピック銀メダル, B=オリンピック銅メダル, NMS=マスターズシリーズから降格, P=開催延期, NH=開催なし.
| 大会           | 1998 | 1999 | 2000 | 2001 | 2002 | 2003 | 2004 | 2005 | 2006 | 2007 | 2008 | 2009 | 2010 | 2011 | 2012 | 2013 | 通算成績 |
| -------------- | ---- | ---- | ---- | ---- | ---- | ---- | ---- | ---- | ---- | ---- | ---- | ---- | ---- | ---- | ---- | ---- | -------- |
| 全豪オープン   | A    | A    | LQ   | LQ   | 2R   | 4R   | 4R   | 2R   | 3R   | 4R   | QF   | 4R   | 2R   | A    | A    | LQ   | 21–9     |
| 全仏オープン   | A    | A    | A    | LQ   | 2R   | 2R   | A    | 2R   | 3R   | 1R   | 2R   | 1R   | A    | A    | 1R   | 1R   | 6–9      |
| ウィンブルドン | A    | A    | LQ   | LQ   | 2R   | 2R   | A    | 1R   | 3R   | 3R   | 2R   | 1R   | 1R   | 1R   | 1R   | 2R   | 8–11     |
| 全米オープン   | LQ   | 1R   | LQ   | 2R   | 3R   | 3R   | A    | QF   | QF   | 4R   | 3R   | 3R   | 3R   | 2R   | 3R   | 1R   | 25–13    |